# 下程勇吉
下程 勇吉（したほど ゆうきち、1904年10月6日 - 1998年3月17日）は、日本の教育学者、京都大学名誉教授。教育人間学を提唱した。

## 来歴
広島県安佐郡戸山村にて下程直太郎の長男として誕生。1924年3月広島県立第一中学校（現：広島県立広島国泰寺高等学校）卒業。1927年3月広島高等学校（文科乙類）卒業。
1930年京都帝国大学文学部哲学科卒。1937年京都府立医科大学予科教授。1947年、京都大学助教授、「天道と人道 二宮尊徳の哲学」で、文学博士（京都大学）を取得。1948年京都大学教授。教育学部創設に参加し1951年から学部長。1968年定年退官、名誉教授。
松蔭女子学院大学学長 (1968.4 - 1970.3)。大阪市教育委員・教育委員長 (1969.5 - 1973.11)。四天王寺女子大学教授 (1970.4 - 1973.10)。1972年4月財団法人モラロジー研究所研究部嘱託。1974年4月同顧問。財団法人モラロジー研究所顧問 (1991.4 - 1998.3.17)。

## 著書
- 『フッセル』弘文堂書房 1936 西哲叢書
- 『天道と人道 二宮尊徳の哲学』岩波書店 1942
- 『二宮尊徳 現実と実践』弘文堂 1942
- 『二宮尊徳の精神』出来島書店 1943
- 『日本倫理を貫くもの・まこと』小山書店 1944 現代日本の基礎
- 『二宮尊徳の現代的意義』秋田屋 1945
- 『存在と意味』秋田屋 1946
- 『伝統と反省』講談社 1947
- 『社会科の基礎』黎明書房 1948
- 『時の影』黎明書房 1948 不死鳥文庫
- 『生活教育の根本問題』黎明書房 1950
- 『二宮尊徳の生活と思想』理想社 1950
- 『日本の自立教育』黎明書房 1951
- 『吉田松陰』弘文堂・アテネ新書 1953
- 『近代学習原論 学習に於ける人間関係の研究』黎明書房 1954
- 『今日の思想』通信教育振興会 1954 教養の書
- 『道徳教育』新日本教育協会 1954 日本の教育選書
- 『社会的知性の教育』黎明書房 1955
- 『道徳教育の人間像』黎明書房 1956
- 『二宮尊徳の教育哲学』黎明書房 1957
- 『道徳教育の方法』黎明書房 1958
- 『魂の教育者の連峰 近世日本教育史研究』刀江書院 1959
- 『教育と宗教』全人社 1962
- 『二宮尊徳の人間学的研究』広池学園出版部 1965
- 『宇宙時代の道徳教育 家庭教育と社会道徳』広池学園出版部 1968 れいろうブックス
- 『教育の宗教的基礎』理想社刊 1974
- 『家庭教育と社会道徳』広池学園事業部 1976
- 『宗教的自覚と人間形成』広池学園事業部 1976
- 『現象学の方法とその哲学 存在のロゴス的構造』法律文化社 1980
- 『親ごころ 胸と肚との家庭教育』広池学園出版部 1984
- 『吉田松陰の人間学的研究』広池学園出版部 1988
- 『中江藤樹の人間学的研究』広池学園出版部 1994
- 『日本の精神的伝統』広池学園出版部 1996
- 『廣池千九郎の人間学的研究』モラロジー研究所出版部 2005

### 共著・編
- 『新しい村つくりの社会科』編 新日本教育協会 1957
- 『新教育10年 回顧と展望』編 黎明書房 1957
- 『学習指導と道徳教育』編 黎明書房 1958 関西教育連盟双書
- 『世界各国の道徳教育』編 黎明書房 1958 教育人間学研究会双書
- 『カウンセリングと道徳教育』編 刀江書院 1959
- 『健康教育と道徳教育』上田吉一共著 刀江書院 1959
- 『社会科教育と道徳教育』編 刀江書院 1959 道徳教育実践講座
- 『全人教育としての道徳教育 一中学校教師の実践をあとづけて』島田喜良共著 刀江書院 1959
- 『教育学』編 有信堂 1960
- 『教育原理』編 法律文化社 1966 ミネルヴァ書房
- 『教育人間学研究』編 法律文化社 1982
- 『日本の近代化と人間形成』編 法律文化社 1984
- 『新教育原理』編 法律文化社 1985
- 『カウンセリングの心 人間関係の「合鍵」を求めて』編 広池学園出版部 1987
- 『教育人間学の根本問題』教育人間学研究会共著 燈影舎 2000

### 翻訳
- R.H.グラント『一般教育と教職教養』黎明書房 1950
- アメリカ教育政策委員会編『アメリカ公立学校の道徳教育 原理と方法について』好学社 1953
- P.A.ソローキン『利他愛 善き隣人と聖者の研究』監訳 広池学園事業部 1977